# Samuilovo Carstvo
Samuilovo carstvo (znano još i kao Bugarsko, Zapadnobugarsko ili Makedonsko Carstvo iz 976. – 1018.) je efemerna državna tvorevina koja je nastala ustankom četvorice komitopula (sinova komite/kneza Nikole) prvog, u nizu od tri, slavenska ustanka protiv Bizanta, prvi 969. godine[nedostaje izvor] i ostali u 10. i 11. stoljeću. Svoj vrhunac dosegla je za vladavine cara Samuila. Nakon poraza na Bjelasici i Samuilove smrti (1014.), njegov nećak Ivan Vladislav ubojstvima uže Samuilove obitelji preuzeo je vlast. Bizant je nakon toga uspio pobijediti ustanike, te nakon Vladislavove smrti, prilikom obrane Drača, (1018.) pobjednički ući u Ohrid i srušiti Bugarsko carstvo.
Državne tradicije Samuilovog carstva dizale su se još dva puta iz pepela:
- 1040. - pod Petrom Deljanom
- 1072. - pod Jurjem Vojtehom (odnosno Konstantinom Bodinom)

## Ustanak komitopula
Bizantinci su nakon osvajanja Bugarskog carstva, 971. godine, uveli okrutnu upravu zbog čega je 976. godine buknuo ustanak protiv Bizanta. Na čelu ustanka našla su se četiri sina vojvode-komite Nikole, tzv. komitopuli: David, Aron, Mojsije i Samuilo. Tijekom pobune, u borbi su poginuli David (ubili su ga makedonski Vlasi na planinama između Prespe i Kostura) i Mojsije (prilikom napada na Ser), dok su Aron i Samuilo uspjeli protjerati Bizantince iz Zapadne Bugarske. Među braćom je došlo do neslaganja oko nastavka djelovanja, jer je Aron bio sklon postizanju sporazuma s carem Bazilijem II., dok je Samuilo stremio neovisnosti. Sukob među braćom okončan je Aronovom smrću po Samuilovoj naredbi.
Pobuna protiv Bizanta kojoj je cilj bio stvaranje slavenskog carstva [nedostaje izvor] pozivajući se na tradicije prvog Bugarskog carstva privukla je 979. godine negdašnje bugarske careviće Borisa i Romana koji su živjeli u Carigradu. Tijekom putovanja k pobunjenicima, Boris je ubijen, jer su ga Bugari zbog grčke odjeće zamijenili za Bizantinca, međutim Roman je stigao do Vidina, ali nije naišao na oduševljenje naroda[nedostaje izvor]. Samuilo mu nije predao vlast [nedostaje izvor] iako je on na nju polagao pravo, tako da se Roman najvjerojatnije morao zadovoljiti položajem namjesnika u Skoplju.

## Samuilova osvajanja
Samuilo je krenuo u proširivanje svoje zemlje koristeći se unutarnjim sukobima u Bizantu i njegovom zauzetošću pobunama u Maloj Aziji (pobuna Varde Sklira) i na drugim stranama. Već 979. godine, Samuilo prodire u Tesaliju i 983. godine uspijeva zauzeti Larisu, preselivši tamošnje Slavene u Makedoniju.
Širenje slavenskog ustanka prisililo je 986. godine mladog cara Bazilija II. da krene u pohod na Sofiju, koja je tada bila najistočniji Samuilov posjed. Međutim, bizantinska blokada grada nije uspjela, jer se vojska nakon tri tjedna morali povući zbog nedostatka hrane. Tijekom povlačenja slavenska vojska predvođena Samilom, dočekala ih je 17. kolovoza 986. godine u klancima Trojanovih vrata i u potpunosti porazila. Posljedica ovog poraza bilo je izbijanje građanskog rata u Bizantu koji je paralizirao svaki pokušaj da se ustanak uguši.
Bazilije II. je nakon tri godine sukoba, uspio, uz pomoć Rusa, vratiti kontrolu nad Carstvom, ali je za to vrijeme Samuilo napravio pohod na zapad zauzevši skoro sve srpske, crnogorske i neke hrvatske zemlje, da bi 989. godine zauzeo Ber i Srpčište (Srbicu). Prilikom zauzimanja Duklje zarobio je tamošnjeg vladara Ivana Vladimira, ali ga je kasnije oženio svojom kćerkom kosarom i vratio na dukljansko prijestolje. Već naredne godine Samuilo je osvojio Epir i dračku temu, pripojivši svojoj državi i sam Drač, koji mu je najvjerojatnije predao njegov tast i upravnik grada Ivan Krisilije.
U tom trenutku u sastavu njegove države od osvojenih krajeva nalazili su se: Epir, Tesalija, Duklja, Raška, Bosna, Zahumlje, Travunija, Srijem i Podunavska Bugarska (Mezija).
Došavši do vrhunca moći, Samuilo se proglasio carem, pozivajući se na titulu Simeona I. Velikog, uzdigao Ohridsku arhiepiskopiju na razinu patrijaršije, a prijestolnicu iz Prespe premjestio u Ohrid.

## Početak propasti
Samuilo je 996. godine krenuo u novi pohod potukavši Bizant pod Solunom, nakon čega se još više osnažuje i 997. godine prodire do Korinta i Peloponeza. Međutim na povratku, kod rijeke Sperheja, Bizantinci su, predvođeni Niceforom Uranom, u noćnom napadu nanijeli strahovit poraz Slavenima. U borbama je sam Samuilo teško ranjen i jedva se uspio spasiti sa sinom, dok je u borbi zarobljeno oko 12.000 njegovih vojnika. Iste godine Uran pokreće prvu uspješnu ofenzivu na Samuilovu državu i gotovo nesmetano pljačka i plijeni gotovo tri mjeseca.
Na čelu svoje vojske Samuilo je 998. krenuo u vojni pohod na zapad, prema bizantskoj Temi Dalmaciji i Hrvatskom Kraljevstvu, u kojem se odvijala dinastička kriza, te je pustošeći stigao sve do Zadra. Poslije neuspješne opsade grada povukao se preko Bosne natrag u Bugarskoj.
Godine 1001. Samuilo je poduzeo ofenzivu prema Drinopolju i Carigradu, ali taj sukob završava 1004. godine njegovim porazom, premda su njegove trupe preko Filipolja stigle do Drinopolja. Posljedica toga je bizantsko zauzimanje skoro polovine njegove zemlje. Dok je Samuilo nadirao prema Drinopolju, Bazilije II. je 1002. godine zauzeo sjeverne dijelove današnje Grčke. U međuvremenu, Samuilov zet Dobromir pristaje uz Bizant i predaje Ber bez borbe, dobivši zauzvrat titulu antipata. Vojskovođa Dimitrije Tihonas predaje Kolindron, pod uvjetom da on i njegove trupe dobiju slobodan prolaz prema središtu Samuilovog carstva. Iduće na udaru bilo je Srpčište koje je junački branio vojvoda Nikolica, ali grad je na kraju ipak pao u Bazilijeve ruke, a Nikolica u zarobljeništvo. Bazilije II. je tako ovladao cijelom Tesalijom, a na povratku u Solun zauzeo je Voden povrativši tako kontrolu nad cjelokupnom Egejskom Makedonijom.
Bizantska se vojska potom usmjerila prema sjeveru države i u trenutku kad je Samuilo 1003. godine upao i pljačkao Drinopolje, zauzela Vidin i krenula na Skoplje. Samuilo se nakon toga povukao s vojskom ka Bugarskoj i pokušao na Vardaru zaustaviti Bazilijev prodor, međutim bizantski car odnosi još jednu veliku pobjedu. Nakon toga Bazilije II. je ušao u Skoplje koje mu je predao namjesnik grada i bugarski princ Roman. Car je na povratku pokušao osvojiti i Pernik na Strumi, ali bez uspjeha.
Pritješnjen bizantskim vojnim udarima, te gubitkom gotovo čitave Bugarske, Samuilo je 1004. godine pokrenuo svoju posljednju ofanzivu koja je završila porazom pod Solunom. Veliki Bazilijevi uspjesi uvjerili su mnoge da je on sigurni pobjednik, tako da su mu 1005. godine Drač predali Samuilov zet Ašot i tast Ivan Krizilije. U isto vrijeme od Samuila se odmetnuom i Epir.
Posljednji neuspjesi u borbama doveli su do promjene u Samuilovoj taktici. Umjesto dotadašnjih ofenziva, on je počeo utvrđivati središte svoje države, Pelagonijsku ravnicu te njene prilaze, spremajući se za odsudnu obranu. U klisuri Strumice koju tvore Bjelasica i Ogražden, on je podigao jaku utvrdu onemogućivši na taj način prilaz Pelagoniji u što se početkom 1014. godine uvjerio i sam Bazilije II. koji se tuda pokušao probiti. Iskusni Bazilije je tada naredio Niceforu Skifijasu, strategu makedonske teme, da pokuša preko Bjelasice zaobići Samuilove položaje, što je ovaj i učinio. Tako su se Samuilove trupe našle između čekića i nakovnja i 29. srpnja 1014. godine bizantska vojska, pod zapovjedništvom cara Bazilija II. do nogu ih je potukla u tzv. bitci na Bjelasici.
Samuilo se uspio spasiti i skloniti u Prilep, dok je Bazilije neuspješno pokušao zauzeti Strumicu koja je odoljela njegovoj opsadi. Zarobljeni Samuilovi vojnici na Bjelasici, njih oko 15.000, je po carevoj naredbi oslijepljeno, dok je svakom stotom ostavljeno po jedno oko kako bi mogao voditi ostale. Zbog ove surovosti car Bazilije II. dobio je nadimak Bugaroubojica. Kada je Samuilo vidio svoju okovanu i oslijepljenu vojsku umro je na mjestu od srčanog udara 6. listopada 1014. godine.

## Propast države
Poslije Samuilove smrti naslijedio ga je sin Gabrijel Radomir, ali država koju je preuzeo već je bila sasvim uzdrmana.
U nastavku ofanzive Bizant je ovladao Štipom i Prilepom, Melnik mu se sam predao, dok je Bitola, u kojoj se nalazio Radomirov dvorac, spaljena, nakon čega se bizantska vojska povukla da bi prezimila u Solunu.
U travnju 1015. godine Bazilije ponovno osvaja Voden, koji se u međuvremenu odmetnuo od njegove vlasti. Nakon toga Radomir šalje poslanika caru preko kojega nudi zaključenje mira i svoju lojalnost, ali Bazilije odbija njegovu ponudu i pokreće novu ofanzivu udarivši na moglenski kraj. Žestok otpor koji je u Moglenu Konstantinu Diogenu i Niceforu Sfijakisu pružio vojvoda Ivac, primorao je samog Bazilija da dođe pod grad i tek je tada nakon strahovitih borbi grad zauzet, a malo zatim zauzeta je i Notija. O žestini borbi najbolje govore činjenice da je tvrđava nakon toga spaljena i razrušena, a mjesno stanovništvo preseljeno čak na drugi kraj carstva u Armeniju, u okolinu Vaspurakana.
Poslije ovih poraza dolazi do promjene vlasti u nekadašnjoj Samuilovoj državi, vjerojatno tijekom listopada 1015. godine. Samuilov nećak Ivan Vladislav (sin Arona koji je po Samuilovoj naredbi ubijen) ubio je u lovu nedaleko od jezera Petriska cara Gabrijela Radomira i preuzeo vlast. Da bi osigurao svoju vlast Vladislav ubija i njegovu ženu, a njihovog sina osljepljuje. Ima naznaka da je ovo učinjeno uz podršku Bizanta, jer je Bazilije s novim vladarom zaključio mir, međutim neprijateljstva su uskoro ponovo obnovljena.
Bazilije je ovog puta prodrio do samoga Ohrida, ali su ga napadi vojvode Ivca na njegovu pozadinu prisilili na povratak. Ivac se pred carem povukao u planine, nakon čega se on bacio na zauzimanje preostalih zapadnih dijelova Samuilovog carstva, zauzevši tvrđave Termicu (nedaleko od Banjskog kraj Strumice) i Bojanu (pored današnje Sofije).
Ivan Vladislav ("tvorac" Bitoljskog natpisa) je u cilju osiguravanja svoje vlasti, na prijevaru dovukao u Prespu dukljanskog kneza i Samuilovog zeta, Ivan Vladimira, gdje je, prema njegovoj hagiografiji, ubijen na crkvenom pragu 22. svibnja 1016. godine.
Krajem ljeta Bazilije je ponovno pokušao osvojiti Pernik, ali se nakon tromjesečne (88 dana) opsade povukao neobavljena posla. Tijekom proljeća 1017. godine Bazilije zauzima Višegrad, Ber, Ostrovo i Molisk, a potom i Setinu.
Početkom 1018. godine Ivan Vladislav se odlučuje krenuti u ofanzivu i sa svojim trupama napada Drač, ali je tijekom borbi oko grada poginuo. Bazilije je ovo odmah iskoristio i u ožujku iste godine krenuo na ostatke nekada moćne države. Pred cara je u Seru izašao veći broj velikaša i vojvoda i predao mu svoje oblasti izrazivši pokornost. Car im je zauzvrat dozvolio da zadrže svoje oblasti, a nekima je dodjelio i titule patricija. Među tim velikašima bili su i:
- vojvoda Krakra, koji mu je predao neosvojivi Pernik i dobio titulu patricija
- vojvoda Dragomuž, koji mu je predao Strumicu i dobio titulu patricija
- vojvoda Bogdan, koji mu je predao unutrašnje gradove

Bazilije je poslije toga pobjednički ušao u Ohrid i od Vladislavove udovice preuzeo vlast čime je Samuilovo carstvo i službeno prestalo postojati.
Iako je Bazilije II ušao u Ohrid i premda mu se veći dio velikaša i vojvoda predao, dio njih ipak nije položio oružje i pokušao je nastaviti borbu. Vidi: Borbe Samuilovih vojvoda nakon 1018.godine.

## Makedonsko ili nastavak prvog bugarskog carstva
- U povjesnicama na Balkanu postoji sukob oko Samuilove etničke pripadnosti, odnosno oko toga treba li njegovo carstvo nazivati makedonskim ili ga smatrati nastavkom prvog bugarskog carstva.
- Makedonski povjesnici tvrde da je Samuilovo carstvo makedonsko. Također, oni tvrde da je naziv "Bugarsko Carstvo" bio u upotrebi zato što teritorija Samuilovog carstva bila poznatija u Bizantu kao "Bugarska", a izraz "Makedonija" se koristio za današnju Traciju.[9]
- Bugarski i drugi znanstvenici svoju tezu temelje na činjenicama da se Samuilo proglasio za cara i nastavljača tradicija Simeona Velikog, kao i na činjenici da je Bazilije II. dobio nadimak Bugaroubojica.[10][11][12][13][14] Srednjovjekovni izvori također razmatraju Samuilo i Komitopula kao Bugari, a njihovo carstvo kao Bugarsko carstvo.[15][16] Osim toga u korist ove teze je i činjenica da je sam Samuilov nećak, car Ivan Vladislav u Bitoljskom natpisu izjavio da je samodržac bugarski, car Bugara, bugarskog roda. Ovu tezu, također podržava i određeni broj svjetskih i dio srpskih povjesničara (Srđan Pirivatrić[17] i drugi).
- S druge strane treba imati u vidu da se za neku titulu u srednjem vijeku morali pozivati na stare tradicije ili na neka osvajanja, što je u ovom slučaju bio Simeonov (čiji je vazal bio Samuilov otac) carski vijenac. Kasnije je za cara, nastavljača Samuilovih tradicija, proglašen Konstantin Bodin prilikom pobune 1072. godine koja izbija pod vodstvom Jurja Vojtjeha.
- Primjera radi car Dušan se proglasio za cara (nastavljača bizantskih tradicija) kada je zauzeo treći grad po snazi u Bizantu Ser, a Solun (koji je bio drugi po snazi nakon Carigrada) držao pod opsadom, pritom držeći Epir, Tesaliju i južnu Traciju.
- Bazilije II. nazvan je Bugaroubojica, jer se Samuilo proglasio za bugarskog cara, dok se naziv Makedonac počinje koristiti tek mnogo kasnije za taj dio balkanskih Slavena. Treba imati u vidu da Grci i dan danas ne rabe taj termin.
- Srpska historiografija, opet, redovno navodi Samuilovo carstvo kao Carstvo makedonskih Slavena, i proučava je zajedno s drugim navodnim "srpskim zemljama srednjega vijeka": Raškom, Zetom, Travunjom, Zahumljem, Paganijom, Bosnom i Srpskom Despotovinom u današnjoj Vojvodini, što bi trebalo implicirati, u biti, "srpski karakter Makedonaca". (Vladimir Ćorović, „Istorija Srba“).

## Popis careva
- Samuilo (997. – 1014.)
- Gavril Radomir (1014. – 1015.)
- Ivan Vladislav (1015. – 1018.)
- Petar Deljan (1040. – 1041.)
- Konstantin Bodin kao Petar III (1072.)

## Vanjske poveznice
- Karta Samuilova carstva  Arhivirana inačica izvorne stranice od 14. kolovoza 2011. (Wayback Machine)
- Самоилово царство - Славинија - Samuilovo Carstvo